# Museo de la ciudad de Rímini
El Museo de la ciudad de Rimini es un museo ubicado en Rímini. Fue abierto en 1981 sobre un antiguo convento jesuita y está dedicado a Luigi Tonini.

## Historia
El edificio fue construido entre 1746 y 1755. Originalmente estuvo originalmente proyecto como un colegio y convento jesuita.Después de la supresión de la Compañía de Jesús, sirvió como hospital por más de un siglo y medio.
Tras los bombardeos de la Segunda Guerra Mundial, fue necesaria una remodelación que estuvo a cargo del arquitecto Pier Luigi Foschi. Las obras de recuperación y restauración devolvieron el antiguo esplendor al convento, que puede ser considerado patrimonio cultural italiano. Más tarde fue elegido como sede del museo de la ciudad.
El museo está dividido en varias secciones, entre las que destacan las arqueológicas y medievales. Un gran espacio está dedicado a la pintura del siglo XIV. Acoge además de numerosas obras de la Escuela de Rimini, como también obras de Giovanni Bellini, Domenico Ghirlandaio, Guercino, Guido Cagnacci, entre otros.
La sección arqueológica exhibe los hallazgos de la llamada «casa del cirujano», una casa romana de la segunda mitad del siglo II, descubierta en 1989 en la Piazza Ferrari, a pocos metros del museo. De importancia excepcional por la cantidad y variedad de instrumentos quirúrgicos, que representan uno de los conjuntos de herramientas médicas más importantes jamás encontrados. Existen numerosos mosaicos de época romana, de particular belleza e importancia.
Algunas salas del museo están habilitadas para albergar exposiciones temporales y exposiciones culturales.